# Gerd ma lui
Gerd ma lui (tailandès เกิดมาลุย), comercialitzada internacionalment com a Born to Fight és una pel·lícula d’acció tailandesa del 2004 dirigida per Panna Rittikrai. Va seguir a Ong-Bak: Muay Thai Warrior, en el qual Rittikrai va exercir de coreògraf d'arts marcials, i va incloure més dels seus treballs d'acrobàcia "sense cap mena de corda". Molts dels actors eren atletes nacionals tailandesos. La pel·lícula és un remake de la pel·lícula de Rittikrai del mateix títol de 1984.

## Argument
Els policies encoberts de la Policia Reial Tailandesa Deaw i Puntakarn participen en una operació per detenir el narcotraficant general Yang i tancar el seu càrtel a la província de Chonburi. Després d'una persecució destructiva de camions, aconsegueixen capturar el general Yang, però Puntakarn és assassinat per una bomba posada pel cap de la droga en un dels seus camions.
Amb l'esperança d'alleujar el dolor de la seva pèrdua, Deaw acompanya la seva germana, la campiona de taekwondo Nui, a un esdeveniment benèfic patrocinat per l'Autoritat Esportiva del país per distribuir productes de socors al poble de Pha-thong, situat a prop de la frontera entre Tailàndia i Myanmar. Deaw i Nui, juntament amb altres esportistes que representen els seus respectius esports, arriben al poble i entretenen els habitants.
Tot va bé quan, de sobte, una milícia armada envaeix el poble, matant una sèrie de persones i mantenint la resta com a ostatges. La milícia exigeix l'alliberament del general Yang en 24 hores a canvi de la vida dels vilatans supervivents; L'incompliment de la llei donarà lloc a que la milícia retransmetrà la matança de tots els vilatans al món. L'intent del Primer Ministre d'alliberar el poble fracassa quan les càmeres de vigilància de la milícia detecten les tropes de Task Force 90 forces especials tailandeses dins de les instal·lacions, donant lloc a que s'executin més habitants del poble i el termini es redueix a les 8:00 a.m. el proper dia. Mentre s'infiltra al campament de la milícia, Deaw descobreix que dispararan un míssil nuclear cap a Bangkok una vegada que el general Yang sigui alliberat i després explotaran el poble després d'escapar. Abans que pugui actuar, és capturat i llançat amb la resta dels vilatans.
L'endemà al matí, el general Yang és alliberat de la presó i transportat per avió cap al poble de Pha-thong. Quan arriben els helicòpters de l'exèrcit i la milícia escorta el cap de la droga, una emissió de ràdio de l'Himne Nacional Tailandès inspira els atletes i els vilatans a aixecar-se i lluitar contra els seus captius. Desarmats, ataquen els soldats fortament armats i es vengen dels assassinats per ells. El general Yang és detingut una vegada més després que el líder de la milícia sigui assassinat i els seus escortes siguin abatuts per agents de les forces especials. La tempesta de Deaw atravessa el campament de la milícia, però el míssil nuclear és llançat per un home deixat enrere. Desesperat, va destruir els tres ordinadors portàtils del campament, desviant el míssil i estavellant-lo a les aigües del golf de Tailàndia, al sud de Bangkok. Aleshores descobreix que la milícia ha manipulat bombes de rellotgeria per destruir el poble en menys de cinc minuts. Amb l'ajuda de les forces especials, Deaw aconsegueix que els atletes i els vilatans supervivents s'evacuïn abans que tot el poble s'incendi en flames, però després, a mesura que s'acosta el termini, torna a intentar rescatar en Tup.
Plans darrere de les escenes d'algunes de les moltes acrobàcies perilloses que es reprodueixen durant els crèdits.

## Repartiment
- Dan Chupong com a Deaw
- Nappon Gomarachun com el general Yang
- Santisuk Promsiri com a Lowfei
- Piyapong Piew-on com a Tun
- Somluck Kamsing com a Tup
- Amornthep Waewsang com a Moo
- Suebsak Pansueb com a Jo
- Nantaway Wongwanichislip com a Nye
- Kessarin Ektawatkul com a Nui
- Rattaporn Khemtong com a Tunta
- Chattapong Pantana-Angkul com a Fong
- Sasisa Jindamanee com a Baetoey
- Wannakit Sirioput com a Foh

## Recepción
Born to Fight ha rebut crítiques diverses als Estats Units. Beyond Hollywood va donar a la pel·lícula una crítica positiva, anomenant-la "90 minuts estranys de plans d'acció aleatòries a una banda sonora de techno palpitant. No és Ong Bak, tot i que s'acosta perillosament a ser aquesta el bastard d’aquesta altra pel·lícula." Scott Weinberg de DVD Talk va donar a la pel·lícula quatre estrelles de cinc, dient: "Així que és una mica pintoresc i cursi en comparació amb les pel·lícules d'acció americanes, però també té molta energia, acció més que suficient i un treball d'acrobàcies realment sorprenent. Coses divertides i boges fins i tot."
En el costat negatiu, Anton Bitel d’Eye for Film va donar a la pel·lícula dues estrelles de cinc, comentant que "repeteix els defectes més molestos d'Ong-Bak, oferint una marca ingenua de nacionalisme, en algun lloc de la frontera entre el molestament empalagost, el involuntàriament hilarant i el francament xenòfob." John A. Nesbit d’Old School Reviews va donar a la pel·lícula un D+, anomenant-la "poc més que la pirotècnia de Michael Bay amb gust tailandès sobre esteroides en seqüències d'acció perpètua que semblen copiades dels videojocs."